# Susanne Rieschová
Susanne Rieschová (* 8. prosince 1987, Garmisch-Partenkirchen, Bavorsko) je současná německá lyžařka v alpském lyžování, specializující se na slalom. K únoru 2010 se v závodech Světového poháru (SP) nejlépe umístila na třetím místě, a to dvakrát ve slalomu.
Její starší sestra Maria Rieschová je olympijská vítězka a mistryně světa v alpském lyžování.

## Umístění v celkové klasifikaci SP
- 2006/2007 – 82.
- 2007/2008 – 81.
- 2008/2009 – 45.
- 2009/2010 – 11. (průběžné)

## Podium v SP
1. Åre – 13. prosince 2009 (slalom) – 3. místo
2. Záhřeb – 3. ledna 2010 (slalom) – 3. místo